# 全国測量設計業協会連合会
一般社団法人全国測量設計業協会連合会（ぜんこくそくりょうせっけいぎょうきょうかいれんごうかい、Japan Federation of Survey and Planning Associations）は、測量設計に関わる企業で構成されている業界団体。略称「全測連」「JSP」。

## 概要
- 所在地：東京都新宿区山吹町11番地1 測量年金会館8階
- 設立：1959年（昭和34年）
- 会員：約2,500社
- 地区協議会：11地区